# Máquina de Guerra
Máquina de Guerra (en inglés: War Machine) es un superhéroe ficticio que aparece en los cómics estadounidenses publicados por Marvel Comics. Creado por David Michelinie, John Byrne y Bob Layton como personaje secundario de Iron Man, apareció por primera vez en Iron Man #118 (1979) y se convirtió en un superhéroe con la armadura de Iron Man en el número 169 (1983). Máquina de Guerra se ha establecido desde entonces como un superhéroe independiente y ha aparecido en múltiples series independientes además de sus apariciones en los cómics de Iron Man. La armadura de Máquina de Guerra, que se convirtió en su armadura de batalla emblemática, fue creada por Len Kaminski y Kevin Hopgood.
Máquina de Guerra es el título adoptado por James Rupert "Rhodey" Rhodes después de adquirir la armadura Máquina de Guerra. Es un veterano militar y piloto que comenzó a trabajar para Tony Stark, y finalmente descubrió que era Iron Man y luego tomó el lugar de Stark cuando quedó incapacitado. Stark posteriormente le dio a Rhodes la armadura Máquina de Guerra. El personaje se encuentra entre los primeros superhéroes afroamericanos en los cómics convencionales. Su raza, su experiencia militar y su sentido de la moralidad a menudo se utilizan para contrastarlo con Tony Stark y para analizar los temas de las historias de Iron Man a través de una perspectiva diferente. Máquina de Guerra es el interés romántico principal de Carol Danvers, mientras que muchos de sus otros personajes secundarios y villanos se superponen con los de Iron Man.
Máquina de Guerra ha sido el personaje principal de dos volúmenes de War Machine (1994-1996 y 2009-2010), así como de otras historias, incluidas The Crew (2003), Iron Man 2.0 (2011) y Iron Patriot (2014).
En 2012, Máquina de Guerra ocupó el puesto 31 en la lista de IGN de «The Top 50 Avengers». El personaje ha aparecido en la serie animada de Iron Man, la serie Iron Man: Armored Adventures, y la película de animación The Invincible Iron Man. 
James Rhodes aparece en el Universo cinematográfico de Marvel; fue retratado por Terrence Howard en Iron Man (2008), que tiene lugar antes de que Rhodes asumiera el manto de War Machine, y por Don Cheadle en Iron Man 2 (2010), Iron Man 3 (2013), Avengers: Age of Ultron (2015), Capitán América: Civil War (2016), Avengers: Infinity War (2018), Capitana Marvel (2019) en un cameo y Avengers: Endgame (2019). Cheadle también aparece como Rhodey en las series de televisión de Disney+ Falcon y el Soldado del Invierno (cameo; 2021), la serie animada ¿Qué pasaría si...? (2021),  Secret Invasion (2023) y encabezará la película Armor Wars.

## Historial de publicaciones
James Rhodes se originó como un personaje secundario en los cómics de Iron Man. Ganaría mayor protagonismo en el #170 (mayo de 1983), tras asumir la identidad del vengador dorado en reemplazo de Stark, el cual estaba en una crisis dado su alcoholismo. El personaje volvería a segundo plano un tiempo después hasta la «muerte» de Tony en el número 284 (septiembre de 1992). Tras el regreso de Stark a la identidad de Iron Man, Rhodes continuó su carrera como superhéroe pero, esta vez, como Máquina de Guerra, e hizo su debut en la serie en solitario en un título homónimo después de aparecer como un personaje secundario en la serie del equipo de superhéroes Avengers West Coast.
Además de Iron Man y su propio título Máquina de Guerra, Rhodes ha aparecido en los títulos de conjunto West Coast Avengers; Force Works de Dan Abnett y Andy Lanning; Escuadrón Centinela O*N*E; La tripulación de Christopher Priest; y Avengers: The Initiative de Dan Slott y Christos Gage. Rhodes también apareció en la serie U.S. War Machine del sello Marvel MAX de realidad alternativa de Chuck Austen, y U.S. War Machine 2.0, de Austen y Christian Moore.
En la serie Iron Man: Director of S.H.I.E.L.D., Rhodes apareció en la historia "War Machine: Weapon of S.H.I.E.L.D." escrita por Gage y el artista Sean Chen. En este vínculo con la historia de toda la compañía "Invasión Secreta", Máquina de Guerra reemplazó a Iron Man como protagonista en los últimos tres números de la serie. Esto condujo a una segunda serie en curso de War Machine, escrita por Greg Pak con arte de Leonardo Manco, que duró 12 números. Máquina de Guerra apareció como un personaje habitual en la serie Secret Avengers de 2010-2013, desde el número 1 (julio de 2010) hasta el número 21 (marzo de 2012), y fue estrella invitada en los números 26 a 28 durante la historia de la serie "Avengers vs. X-Men". Rhodes fue el personaje principal de la serie Iron Man 2.0 de 2011-12 del escritor Nick Spencer. La serie más reciente que se centró en Rhodes fue Iron Patriot, un nuevo Marvel NOW! título del escritor Ales Kot y el artista Garry Brown. La serie duró cinco números antes de la cancelación.

## Biografía

### Orígenes
James «Rhodey» Rhodes, de la sección del sur de Filadelfia en Filadelfia, Pensilvania, era teniente en el Cuerpo de Marines de los Estados Unidos y se desempeñaba en misiones en el sudeste asiático. Piloto de combate, quedó varado en la jungla detrás de las líneas enemigas después de que su helicóptero fue derribado por los cohetes del Viet Cong. Se encuentra con Iron Man, que escapó del campo de prisioneros de Wong-Chu con su prototipo de armadura motorizada, por primera vez. Derrotando a los soldados del Viet Cong que les tendieron una emboscada, Rhodes y Iron Man descubrieron una base de cohetes enemiga que fue el origen del lanzamiento de cohetes que acabó con Rhodes en primer lugar. Destruyendo la base con un helicóptero del Viet Cong robado, Rhodes y Iron Man volaron el helicóptero de regreso al perímetro de defensa estadounidense. En el hospital base en Saigón, Stark llega en persona para agradecer a Rhodes por ayudar a Iron Man y ofrecerle a Rhodes un trabajo como piloto personal. Después de la guerra de Vietnam y después de tomar varias trayectorias profesionales incluyendo el trabajo mercenario, Rhodes finalmente tomó la oferta de Stark y se convirtió en piloto personal de Stark, ingeniero jefe de aviación de Industrias Stark y uno de los amigos más cercanos de Stark.

### El Nuevo Iron Man
Debido a las acciones de Obadiah Stane, Industrias Stark estaba perdiendo contratos en el extranjero y endeudando mucho. Con la compañía y la vida personal de Stark desorganizadas, Stark recayó en el alcoholismo. Después de que un Stark intoxicado fuera derrotado por Magma, Rhodes se puso la armadura Iron Man por primera vez y derrotó a Magma. Stark le pidió a Rhodes que tomara su lugar como Iron Man. Rhodes, junto con el científico Morley Erwin, renunciaron a Industrias Stark y enviaron las armaduras restantes de Iron Man al océano para proteger la tecnología de Stark de Stane y S.H.I.E.L.D., quién supervisó la toma de control de Stane. Morley Erwin mantuvo la armadura de Iron Man y sirvió como el soporte técnico de Rhodes, mientras que Rhodes luchó contra villanos como el Mandarín, la Bola de Trueno, el Zodíaco y el Hombre Radiactivo como Iron Man. Luchó con el Beyonder en Secret Wars y se convirtió en un miembro fundador de los Vengadores de la Costa Oeste. Rhodes, Morley Erwin, y la hermana de Morley, la Dra. Clytemnestra Erwin, planearon crear una nueva firma de electrónica con sede en California. Rhodes tomó trabajos mercenarios para proporcionar dinero para el mantenimiento de la armadura y para financiar la empresa. Recuperándose de su alcoholismo, Tony Stark se unió a los tres y formaron la compañía Circuits Maximus. Debido a que el casco de la armadura se adaptaba a las ondas cerebrales de Stark, Rhodes desarrolló dolores de cabeza y se volvió más errático y agresivo. Stark ayudó a Rhodes a mantener la armadura, pero la paranoia y el odio de Rhodes le hicieron creer que Stark quería volver a tomar la armadura. Durante una batalla con Vibro, Rhodes hizo un alboroto para capturar al villano y Stark fue forzado a usar su nueva armadura testbed (parecida a la primera armadura de Iron Man de Stark) para detener a Rhodes y convencerlo a salir de su furia.
Rhodes buscó la ayuda del Dr. Henry Pym para curar sus dolores de cabeza, mientras que Stark entregó la renuncia de Rhodes a los Vengadores y reveló su identidad a Hawkeye y Pájaro Burlón. Pym envió a Rhodes al Dr. Michael Twoyoungmen (Shaman de Alpha Flight) y Rhodes se curó de sus dolores de cabeza a través de un viaje a través de una dimensión mística llamada «The Gorge» que reveló la culpa de Rhodes de sentirse indigno de la armadura. Mientras Rhodes finalmente estaba en paz y dejó su armadura atrás en la dimensión, la armadura fue potenciada por The Omnos, un ser de energía extradimensional, y fue devuelto a Rhodes. Rhodes reanudó su operación como Iron Man con Stark usando su propia armadura de testbed para ayudar a Rhodes. Debido a una bomba enviada por Stane a Circuits Maximus que hirió a Rhodes y mató a Morley Erwin, Stark volvió a ser activo como Iron Man, vistiendo su modelo «Silver Centurion» recién terminado, y derrotó a Stane.

### Fuera de la armadura
Rhodes permaneció al lado de Stark cuando Stark recuperó su fortuna personal y construyó una nueva corporación, Stark Enterprises, permaneciendo en California. Rhodes se puso la armadura roja y dorada una vez más cuando A.I.M. atacó la estación espacial Stark en construcción. Sin embargo, los sellos de la armadura se habían dañado en una explosión de la lanzadera, causando que Rhodes sufriera quemaduras severas al volver a entrar. sobrevivió solo con Stark usando su propia armadura como escudo térmico para minimizar la exposición de Rhodes. Después de que Rhodes se recuperó, él continuó desempeñando un papel clave en ayudar a Stark, particularmente durante la primera historia de Armor Wars.
Cuando Stark recibió un disparo de Kathy Dare y quedó paralizada, necesitó un complemento para el papel de Iron Man. Rhodes se negó, citando la historia entre él y la armadura, "no todo es bueno". Stark recurriría a la antigua Fuerza, Clay Wilson (conocido como Carl Walker en este momento), para que rellene, usando la armadura Stealth modificada, hasta que Stark pudiera modificar su armadura normal para permitirle funcionar normalmente dentro del traje. Rhodes volvería a regañadientes a la armadura para luchar contra el mandarín a instancias del gobierno chino, a fin de permitir que Stark busque asistencia médica en su país. Al final, Stark (usando una armadura de control remoto) y Rhodes se asocian con el mandarín para detener la amenaza mayor de los dragones de Makulan.

### Iron Man una vez más y el nacimiento de Máquina de Guerra
Los Maestros del Silencio, tres guerreros japoneses engañados por Justin Hammer para atacar a Iron Man, derrotaron a Stark con una tecnología que les permitía no verse afectados por los repulsores ni por las armas. Para combatir la amenaza, Stark diseñó el «Traje de batalla de respuesta de amenaza variable, modelo XVI, Mark I» (apodado «Máquina de guerra»), una versión más fuertemente armada de la armadura Iron Man diseñada para la guerra total. Después de la aparente muerte de Stark en el cómic, dejó a Rhodes en control de Stark Enterprises como su nuevo CEO, junto con un nuevo traje de batalla de respuesta variable diseñado especialmente para que Rhodes continúe con el legado de Iron Man. Como Iron Man una vez más, Rhodes usó la armadura y luchó contra amenazas como el Láser Viviente, el segundo Spymaster, Látigo Negro, el Escarabajo y Atom Smasher.
Tras la revelación de que Stark estaba vivo, Rhodes abandonó Stark Enterprises y la amistad entre los dos se fracturó. Después de asociarse con Iron Man contra Battlefield programados para matar a Rhodes, Stark quería que Rhodes mantuviera el traje de batalla de Respuesta a Amenaza Variable estableciendo que la armadura siempre pertenecía a Rhodes. F inalmente, Rhodes mantuvo la armadura y luego adoptó el nombre de Máquina de Guerra. Cuando el robot Ultimo se desbocó, Rhodes llamó a Harold «Happy» Hogan, Bethany Cabe, Eddie March, Carl Walker y Michael O'Brien en pilotear varias armaduras de Iron Man para derrotar a Ultimo como la Legión de Hierro. Se unió a los Vengadores de la Costa Oeste como Máquina de Guerra y sirvió con el equipo hasta que renunció después de una discusión con Iron Man durante una reunión del equipo de los Vengadores. Durante el comienzo de la serie Máquina de Guerra, Vincent Cetewayo, destacado activista del país africano de Imaya y fundador de la organización de derechos humanos Worldwatch Incorporated. Cetewayo le ofreció a Rhodes el puesto de Director Ejecutivo de Worldwatch, pero la oferta fue rechazada. Cetewayo fue secuestrado por las fuerzas de Imayan lideradas por el dictador presidente Eda Arul. Al no recibir ayuda de S.H.I.E.L.D. o los Vengadores, Rhodes viajó a Imaya como Máquina de Guerra para liberar a Cetewayo. Unidos por Deathlok, los dos evadieron la captura de una unidad de S.H.I.E.L.D. liderada por el mayor Betsheva «Sheva» Joseph y se unieron a la lucha para liberar a Imaya. hodes condujo con éxito a los rebeldes de Imayan al combate contra las fuerzas de Arul, pero no pudo salvar a Cetewayo de ser asesinado por el asesor., la mente maestra aparente de la subida al poder de Arul. Sacudido por la muerte de Cetewayo y encontrando algo por lo que vale la pena luchar, Rhodes toma el puesto de Director Ejecutivo de Worldwatch y contrata a Sheva Joseph, quien dejó S.H.I.E.L.D. después de su asignación en Imaya.
Durante el cruce de Manos del Mandarín, Stark desaprobó las acciones de Máquina en Imaya y exigió que Rhodes renunciara a la armadura cuando regresara a Stark Enterprises para obtener las especificaciones de su armadura. Los dos hombres lucharon entre sí hasta que la lucha fue detenida por Bethany Cabe, la Jefa de Seguridad de Stark Enterprises. Mientras su armadura se reiniciaba, el Mandarín capturó a Rhodes y Stark, descubriendo sus identidades. Siglo del equipo de superhéroe Force Works rescató a Rhodes, pero su armadura fue inútil gracias al campo antitecnológico del Mandarín. Rhodes y Stark se reconciliaron y se unieron a Force Works para evitar que el Mandarín y sus Avatares usen el Corazón de las Tinieblas para sus planes de conquista. Stark le dio a Rhodes los planos de la armadura de War Machine y se fabricó una armadura totalmente actualizada con nuevos armamentos. Rhodes continuó utilizando la armadura de War Machine en una carrera de superhéroe en solitario, luchando ocasionalmente junto a Stark y Force Works.

### Traje de Guerra
Después de los eventos de la historia de «Guerra del tiempo», en la que Rhodes se asoció con el Capitán América, Bucky y Sgt. Nick Fury y sus Comandos Aulladores para evitar que los neonazis enviasen armamento moderno a la Alemania nazi, la armadura de Máquina de Guerra se perdió en el flujo de tiempo. hodes regresó a la vida civil, pero terminó adquiriendo una nueva armadura alienígena conocida como Eidolon Warwear después de conocer a una misteriosa mujer llamada Skye y luchar contra un alienígena conocido como Lictor. Skye fue enviada a enseñar a Rhodes a usar Warwear y reveló que Rhodes fue elegido para luchar contra Stark (que estaba bajo el control de Immortus disfrazado como Kang el Conquistador). Skye fue fatalmente herido por Dirge, otro guerrero Eidolon enviado por Immortus, y Rhodes lo derrotó en combate. Stark finalmente se libera del control de Immortus y sacrifica su vida mientras Rhodes frustra la trama de Immortus usando el traje de guerra de Dirge para destruir el satélite Starcore armado con un arma cronográfica. S.H.I.E.L.D. se dio cuenta de la derrota, pero Rhodes evadió la captura. Para proteger a Worldwatch, él renuncia como Director Ejecutivo.
En Tales of the Marvel Universe, Rhodes se reincorporó a Stark Enterprises para proteger el legado de su amigo, mientras que la compañía japonesa Fujikawa Industries compró Stark Enterprises. Rhodes se mantuvo para ayudar con la transición a Stark-Fujikawa. Le ofrecieron el puesto de Operaciones de enlace corporativo del presidente, pero se mantuvo alejado del intento de Fujikawa de descubrir los secretos de la tecnología de armadura Starman Iron Man contenida en un solo guantelete. Rhodes se infiltró en el sistema de seguridad de la instalación de Investigación y Desarrollo de Stark-Fujikawa, recuperó el guante y purgó la base de datos de Fujikawa de todos los datos de tecnología de armadura de Iron Man al descargar Eidolon Warwear directamente en las computadoras Fujikawa para atacar el sistema. Perdiendo la armadura como resultado de la misión de sabotaje, Rhodes se retira de Stark-Fujikawa. Después de servir como uno de los fideicomisarios de Stark cuando Iron Man fue presuntamente muerto después de la batalla final con Onslaught, Rhodes comienza su propio negocio de salvamento marítimo llamado "Recuperación de Rhodes" y se retira de los superhéroes.

### Máquina de posguerra
A pesar de permanecer retirado y concentrarse en su compañía de rescate, Rhodes ayudó a Stark en alguna ocasión. En el volumen tres de Iron Man, ayudó a Stark a derrotar al mercenario y traficante de armas independiente Parnell Jacobs, que se hacía pasar por un villano Máquina de Guerra. Un antiguo amigo y socio mercenario de Rhodes, Jacobs estaba bajo el empleo de Sunset Bain y piloteó una versión de la armadura Máquina de Guerra basada en las partes de armadura que Jacobs encontró de la ingeniería original descartada y reversa de Stuart Clarke.
Debido a la mala administración por parte de su contador y un estilo de vida extravagante, Rhodes se queda con fondos agotados y se declara en bancarrota. El Departamento de Policía de Nueva York le informa que su hermana Jeanette «Star» Rhodes fue asesinada en una sección notoria de Brooklyn anulada por delitos y drogas conocida como «Little Mogadishu». Durante una pelea con algunos matones locales, es ayudado por Josiah el Hajj Saddiq alias Josiah X, un ministro local que es el hijo del Capitán América negro. Josiah X ayudó a Rhodes a obtener imágenes de los asesinos de Jeanette. Con la policía incapaz de arrestar, Rhodes capturó a los asesinos de su hermana con el agente de narcóticos del NYPD, Kevin «Kasper» Cole haciendo los arrestos. Él descubre que los criminales que mataron a Jeanette eran narcotraficantes que trabajaban para la Bridge 66, una poderosa pandilla callejera con un gran porcentaje de operaciones criminales en la Costa Este. Rhodes, sin saberlo, invirtió en la compañía líder del 66, Grace & Tumbalt, una corporación de propiedad de negros que creó Little Mogadishu debido a sus esfuerzos de gentrificación. Durante su campaña contra los 66 puentes, Rhodes se cruza con Cole, que lucha secretamente contra el crimen como The White Tiger para obtener arrestos por un ascenso a detective, y Danny Vincent (Manuel Vincente), un ex espía conocido como Junta con lealtad solo para sí mismo. Uniendo fuerzas con estos dos hombres junto con Josiah X como Justice, Rhodes y la Brigada se enfrentó a la pandilla 66 Bridges y su CEO Nigel «Triage» Blacque.
Rhodes tarde se convierte en un miembro clave de la Oficina Nacional de Emergencia (O * N * E) y el instructor de la cabeza de combate para Escuadrón Centinela O * N * E. Comenzó a desarrollar dudas sobre la naturaleza de su trabajo, como la orden de arrestar a Pantera Negra y Tormenta cuando se negaron a firmar SHRA.

### Regreso
Cuando Rhodes sirvió como asesor militar en una base en Dubái, un ataque terrorista dejó a Rhodes gravemente herido. Stark llegó a Dubái y lo reconstruyó con nuevas extremidades, biónica y cibernética. Rhodes una vez más se convierte en Máquina de Guerra y se convirtió en comandante de campo y director de Camp Hammond para ayudar a entrenar a los reclutas registrados en SHRA del programa Iniciativa de Cincuenta Estados. Cuando los Skrulls invadieron la Tierra y liberaron un virus que deshabilitó todos los sistemas Starktech junto con los sistemas de soporte vital de Rhodes, se ve obligado a confiar en los poderes eléctricos del Barón Von Blitzschlag para mantenerlo con vida mientras lograba activar un grupo de generadores de emergencia en su armadura que incorporaba partes de Stanetech en su diseño.
En la historia War Machine: Weapon Of SHIELD, Rhodes recibió un mensaje holográfico secreto con las coordenadas después de la falla global de Starktech. A pesar de la interceptación de la flota de Skrull, Rhodes encontró un satélite oculto secreto en el espacio exterior con Suzanne «Suzi» Endo en el satélite delante de él. Endo estaba allí para ayudar debido a su experiencia en cibernética y Rhodes vio otro mensaje de Stark que revelaba que la armadura de Rhodes, así como el satélite, era independiente de todos los sistemas de la Tierra con el propio Rhodes como parte del plan de contingencia de Stark. Una flota de Skrull siguió a Rhodes al satélite y Endo reveló que el satélite es un arma funcional con Rhodes siendo la clave para su activación. Con el satélite vinculado a Rhodes, se transformó en una forma robótica gigante «Máquina de Guerra». Destruyendo la flota de Skrull, dejó el satélite al espacio aéreo ruso para destruir una nave Skull que se escapaba. Se dirigió a un depósito de armas en Tatischevo, donde la Guardia Invernal estaba protegiendo las armas nucleares de los Skrulls. La Guardia de Invierno le ordenó que se fuera bajo las órdenes del ejército ruso, pero Rhodes lo ignoró y fue capturado en una nave de guerra Skrull. Se escapó, y, con la ayuda de Endo, utilizó el buque de guerra para destruir la flota de Skrull con la Guardia de Invierno desobedeciendo órdenes para que pudieran ayudar a Rodas. El último Super-Skrull intentó detonar las ojivas nucleares convirtiéndose en energía, pero Rhodes utilizó las capacidades de su armadura para absorber la energía.

### «Dark Reign»
En «Dark Reign: New Nation», Rhodes se enfrentó a Anton Aubuisson, un corrupto exsoldado francés de la Compañía de Energía Roxxon en negociaciones con la tribu Anunquit en el oeste de Canadá. Rhodes derrotó a Aubuisson y descubrió el uso de la tecnología Ultimo otorgado a Aubuisson por Eaglestar International, una empresa de defensa paramilitar corrupta. Esto llevó a Rhodes a viajar a Santo Marco y encontrar a Parnell Jacobs, que alguna vez se creyó asesinado por Stuart Clarke. Rhodes recluta a Jacobs para que sea su «tripulación de un solo hombre» para detener los esfuerzos de Eaglestar luego de informarle que la esposa alejada de Jacobs, la doctora Glenda Sandoval, médica de Eaglestar, estaba en prisión forzada. En una historia paralela, un equipo bajo la dirección de Bethany Cabe desarrolló un cuerpo de clones para que Rhodes tomara el control. Las instalaciones del equipo fueron atacadas y el cuerpo clon fue tomado por Norman Osborn. Rhodes, con el apoyo de Jacobs y Cabe, invade el cuartel general de Eaglestar en la nación de Aqiria. Rescatando a Sandoval y lidiando con amenazas como el Vengador Oscuro Ares y civiles infectados con la tecnología Ultimo, Rhodes dedujo que la tecnología Ultimo provenía de los Estados Unidos, donde Ultimo fue visto por última vez. Rhodes asumió la misión de destruir los componentes de Ultimo con Sandoval, Cabe, Jacobs, el exagente de S.H.I.E.L.D. Jake Oh, y una Suzi Endo que regresan como «Equipo Máquina de Guerra». El equipo se enfrentó a la amenaza de Ultimo en la forma de Morgan Stark, el primo de Tony Stark, con la ayuda de los excompañeros de equipo de los Vengadores de la Costa Oeste de Rhodes y Norman Osborn en una alianza temporal. Mientras Rhodes fue capturado después de arruinar el plan de Osborn para hacer de Ultimo su arma, su equipo expuso a los «Die Bainesville», un grupo de altos funcionarios y capitanes de la industria responsables de crímenes en todo el mundo. A pesar de los esfuerzos de Osborn por distraer la acusación del grupo al enjuiciar a Rhodes en La Haya por crímenes de guerra, Rhodes y su equipo frustraron el plan de Osborn con Rhodes transferido a su cuerpo clónico después de salvar la vida de un niño.
En la historia de «Stark Desarmado», Rhodes fue a Broxton, Oklahoma, donde Tony Stark quedó en un estado vegetativo persistente. Siguiendo las instrucciones grabadas de Stark, Rhodes extrajo cables del traje Rescue de Pepper Potts y conectó el escudo del Capitán América al implante en el pecho de Stark, que sería iniciado por el rayo de Thor, para poder reiniciar el cerebro de Stark.

### Heroic Age / Iron Man 2.0
Después de la historia de Siege, Máquina de Guerra se unió al nuevo equipo de Vengadores Secretos, junto a Beast, Nova, Steve Rogers, Valkyrie y Caballero Luna.
Debido a un contrato del gobierno entre la compañía «Stark Resilent» de Tony Stark y el Pentágono, a Máquina de Guerra se le asignó una nueva posición como el «Iron Man» del ejército estadounidense. Ahora en el rango de teniente coronel, Rhodes está bajo el mando del General Babbage, quien tiene un resentimiento personal contra Rhodes por sus acciones cuando luchó contra Ultimo y Norman Osborn en la serie anterior Máquina de Guerra. Su primera tarea fue rastrear a Palmer Addley, un exdiseñador de armas para DARPA, la Agencia de Proyectos de Investigación Avanzada de Defensa. Addley está cometiendo actos terroristas en todo el mundo, a pesar de haber estado muerto durante meses. Cuando War Machine se enfrenta al presunto muerto, la respuesta de Addley es arrojarle un arma nuclear. Rhodes sobrevive, pero esto lleva a Tony Stark a reemplazar su armadura con un modelo mucho más avanzado: la armadura «Iron Man 2.0».
Durante la historia de Fear Itself, Máquina de Guerra se ve en Washington D. C. ayudando a Ant-Man y Beast. Máquina de Guerra se entera por parte del Príncipe de Huérfanos de que se abrió la «Octava Ciudad».
Máquina de Guerra luego viaja a Beijing y ayuda a las Armas Inmortales para cerrar el portal, pero no antes de tener que luchar con el Puño de Hierro que interfirió involuntariamente con su misión al bloquear la conexión del Arma Inmortal con la ciudad debido a que estaba poseído por el poder de Agamotto. Con la ayuda del Dr. Strange, Puño de Hierro es derribado y el portal se cierra de manera segura.

### Iron Man otra vez
Durante un intento del Mandarín de derrotar a Tony Stark económica y personalmente, Rhodey finge su muerte en una pelea con varios miembros de la galería de pícaros de Iron Man. Poco después, Tony Stark anuncia públicamente su retiro como Iron Man como una estrategia contra el Mandarín. Tras el retiro de Tony, ha surgido un nuevo Iron Man, cuya identidad es secretamente Rhodes. Rhodey permanece en la armadura de Iron Man hasta que el Mandarín es derrotado, y luego se menciona que Stark había confiscado el nuevo traje de Iron Man.

### ¡Marvel NOW! / El nuevo Iron Patriot
Con Tony fuera del mundo como miembro de los nuevos Guardianes de la Galaxia, Phil Coulson recurre a Rhodey para consultar a S.H.I.E.L.D. después de que un grupo de drones Iron Patriot es secuestrado por A.I.M. Coulson luego recluta a Rhodes para ayudar a detener al pícaro de drones Iron Patriot. Rhodes se comunica con ellos, y parecen seguir sus órdenes.
Rhodey más tarde aparece en una nueva armadura modelada después del traje de Iron Patriot. Intenta capturar a Gambito después de que el mutante roba una de las viejas armaduras de Tony, pero termina por dejarlo ir después de enterarse de que necesitaba la tecnología para salvar la vida de uno de sus amigos.
Rhodey también parece comenzar una relación con Carol Danvers.
Alrededor de este tiempo, Rhodey queda atrapada en un complot donde es chantajeado por un terrorista armado y obligado a asesinar al expresidente de los Estados Unidos. Con la ayuda de su sobrina, Lila Rhodes, y su padre, Rhodey logra derrotar a los terroristas y frustrar el asesinato, pero a costa de la vida de su padre.

### Time Run Out
Después de un salto de tiempo de ocho meses visto en la historia de Time Runs Out, Rhodes ha vuelto a usar la armadura Máquina de Guerra y es miembro de los Vengadores. Controla mentalmente un escuadrón de drones de Máquina de Guerra, que se utilizan para ayudar a cazar a los miembros fugitivos de los Illuminati.

### All-New, All-Different Marvel
Como parte de Marvel's 2015/2016 All-New, All-Different Marvel, Máquina de Guerra llega a la sucursal de la Torre Stark en Osaka para investigar el robo de Madame Máscara. Después de contactar a Tony Stark, Máquina de Guerra deja la sucursal de la Torre Stark en Osaka. Luego ingresa en un club nocturno ilegal dirigido por Yukio donde él le pregunta acerca de los ninjas basados en la tecnología. Yukio dice que no puede decir nada si quiere que su negocio se mantenga a flote. Después de ser amenazado con la posibilidad de que los Vengadores asalten el lugar, Yukio señala a Máquina de Guerra a un hombre bastante grande y musculoso, vestido con un esmoquin, que sale de la discoteca con dos señoras que entran en el auto con él. Después de tirar el auto al aire al agarrarlo, Máquina de Guerra comienza a hacerle algunas preguntas al musculoso sobre los ninjas basados en la tecnología, y luego comienza a ser atacado por las mujeres que son uno de esos ninjas basados en la tecnología, ya que se prepara para atacar. Máquina de Guerra se despierta dentro de un almacén donde su armadura fue desactivada y amarrada. Una mujer llamada Tomoe entra a la habitación con varios ninjas donde se burla de la presencia de Máquina de Guerra como una cobardía de Iron Man. Luego quita la armadura Máquina de Guerra de James Rhodes y la hace más voluminosa usando los otros componentes en el almacén mientras ella se lo pone. Mientras advierte a James Rhodes que ha caminado ciegamente en su mundo, Tomoe afirma que también será interrogado.

### Civil War II y Muerte
Durante la historia de Civil War II, Máquina de Guerra recibe el puesto de Secretario de Defensa por parte del Presidente de los Estados Unidos. Máquina de Guerra ayuda a los Ultimates y a los Inhumanos a emboscar a Thanos en el Proyecto Pegaso después de que el Inhumano Ulises recientemente descubierto predijo que Thanos apuntaría al Cubo Cósmico allí. Durante la batalla, Thanos hiere mortalmente a Rhodes. Después, Iron Man está furioso con el Capitán Marvel porque los poderes de Ulises fueron utilizados para emboscar a Thanos en un esfuerzo que les costó la vida a Rhodes.Inmediatamente antes de resurgir como Iron Man después de sufrir lesiones casi fatales al final de la historia de Civil War II, se revela que los mismos métodos de alteración del ADN que Tony Stark ha utilizado para curarse a sí mismo también han empleado en el cuerpo de Rhodes, efectivamente restaurándolo a la vida. Luego vuelven a la acción en tándem.

### Fall of X
Para planear una adquisición hostil de Stark Unlimited, Feilong, el magnate antimutantes, aprovechó rápidamente las dificultades financieras de Stark y su desinversión previa de su empresa. Después de ayudar a Tony a infiltrarse y destruir una instalación de Stark Unlimited, que había sido utilizada como fábrica para los Sentinels cazadores de mutantes de Stark, Feilong sacó a Rhodey del tablero. Feilong mató a uno de los trabajadores y le imputó el asesinato, a pesar de que Jim había evacuado la instalación antes de su destrucción. Rhodey, bajo las órdenes de Feilong, recibió palizas con frecuencia de otros reclusos mientras estaba en la Unidad Allan B. Polunsky. Al pedir protección en la prisión del Hombre de Arena y el Laser Viviente, gracias al Kingpin, Tony aseguró la seguridad de Rhodey. 
Con los X-Men trabajando desde las sombras en una contraofensiva contra Feilong y sus aliados en Orchis, Stark introdujo en la prisión una miniaturización de la armadura original de War Machine en partículas Pym. Después de que Iron Man y los X-Men exhibieran sus cartas, Feilong envió a los agentes de Orchis para matarlo. Para formar un ejército en contra de las fuerzas descontroladas de Orchis, War Machine recurrió a los clientes criminales del Bar Sin Nombre, equipándolos temporalmente con las armas confiscadas a Source Control después de escapar con el Hombre de Arena y el Láser Viviente. Tony recibió la propuesta de Rhodey de formar un nuevo equipo para reformar a los supervillanos después de pensar en su vida en la cárcel. 

## Poderes y habilidades

### Habilidades
Rhodes fue entrenado como piloto de aeronaves y estudió ingeniería aeronáutica mientras estaba en servicio con el Cuerpo de Marines de los Estados Unidos. Él es conocedor de la operación / mantenimiento de aeronaves y ha pilotado varios aviones en Stark Enterprises. Rhodes es un soldado experimentado entrenado en combate desarmado y armamento militar como armas pequeñas. Además de ser piloto, ingeniero, soldado y empresario, Rhodes obtiene múltiples habilidades de varias armaduras de alta tecnología, ya sea diseñadas por Industrias Stark o extraterrestres en la naturaleza. Con sus años de experiencia con las armaduras de Iron Machine y War Machine, Rhodes es hábil en el combate blindado y usa un estilo de lucha más físico en comparación con Stark.

### Armaduras
Armadura V de Iron Man
- Primera aparición: Iron Man # 85 (abril de 1976)

La primera armadura de Rhodes como Iron Man era una armadura de malla de acero basada en compuestos de carbono con carga solar que le proporcionaba fuerza y durabilidad a nivel sobrehumano. Estaba armado con repulsores en cada palma de los guanteletes de la armadura y un proyector multihaz con un juego de rayos en el cofre.
Armadura de Máquina de Guerra
- Primera aparición: War Machine # 18 (septiembre de 1995)

La armadura es un sistema simbiótico de bioarmadura de origen alienígena y proporcionó a Rhodes fuerza, durabilidad y velocidad sobrehumanas. La armadura respondió a las órdenes de Rhodes y creó armas basadas en sus pensamientos y necesidades. Cuando estaba inactivo, estaba oculto dentro de un «mandala» o una marca parecida a un tatuaje en el pecho de Rhodes. El brazo izquierdo es capaz de disparar explosiones destructivas de energía mientras que el brazo derecho puede transformarse en una cuchilla. La armadura puede «desarmar» zánganos remotos que son capaces de hazañas como descargar varias tipos de energía, sistemas electrónicos/informáticos infiltrantes, crear campos de energía y completar tareas básicas. Si los drones son destruidos, Rhodes siente dolor debido a la conexión simbiótica. La armadura puede transformarse en un «modo de batalla completa», que proporciona una mejora no especificada tanto para la armadura como para el propio Rhodes. También era capaz de viajar en el espacio con un sistema de soporte vital ilimitado. Durante la batalla, la armadura tendría la extraña habilidad de «cantar» canciones de guerra alienígenas.
Armadura de Escuadrón Centinela
- Primera aparición: Escuadrón Centinela ONE # 1 (marzo de 2006)

Durante la serie Escuadrón Centinela O * N * E, usó una armadura que era similar al diseño de las armaduras anteriores con Iron Man y se basó en las armaduras piloto principales de Sentinel que el escuadrón utilizó en combate. La armadura se derivó de la tecnología S.H.I.E.L.D. y las actualizaciones diseñadas por Stark. Rhodes también pilotó un modelo de Centinela avanzado más grande con el nombre en código «War Machine». Las armaduras se construyeron con una mezcla única de acero y fibra de vidrio y contenían muchas mejoras ofensivas y defensivas en armamento y mejoras.
Armadura de Máquina de Guerra de la Base Stanetech
- Primera aparición: Vengadores: la iniciativa n.° 1 (marzo de 2007)

Se usa durante Vengadores: La Iniciativa para el volumen dos de la máquina de guerra, esta versión de la armadura de War Machine muestra todas las habilidades de las iteraciones anteriores con sangrado borde de balística y armas militares. A diferencia de las armaduras War Machine anteriores, la armadura incorporaba onerosas sustituciones cibernéticas integradas tanto en el personaje como en la propia armadura. Los avanzados componentes biónicos de James se derivaron de la ingeniería inversa de Obadiah Stane de una armadura más antigua de Iron Man que lo hizo inmune a cualquier ataque de sistema basado en Starktech. Las extremidades biónicas de Rhodes requerían un sistema de soporte vital adicional con implantes integrados vinculados a los sistemas de la armadura. La armadura y su endo-manto están compuestos de aleaciones tales como titanio y vibranium Wakandan, cubierto para capacidades sigilosas, y capaz de viajar en el espacio y bajo el agua. Los armamentos incluyeron generadores sónicos, pernos de impulsos, una minigun y un proyector retráctil de rayos ultravioleta. La tecnología que lo incluye y su usuario pueden interactuar con cualquier sistema y tiene capacidades de enclavamiento que integran construcciones mecánicas para reparar y actualizar el traje de Rhodey. Durante la segunda serie de War Machine, Rhodes usó esta habilidad para fusionarse con aviones de combate y tanques deliberadamente para obtener su tecnología y armas. Incluso se asimiló temporalmente y amplió su tecnología a través de una nueva forma de Virus Tecno-Orgánico, creando aparatos mecánicos completamente nuevos para que él los use. Al final de la serie, Rhodes (ahora en una versión clonada de su cuerpo) se ve usando una versión no cibernética de la armadura.
Armadura de satélite
- Primera aparición: Iron Man Vol 4 # 33 (Nov 2008)

Viniendo en la forma de un Satélite masivo que Tony Stark había construido en secreto mientras dirigía S.H.I.E.L.D. Ni siquiera los altos mandos de las organizaciones de espionaje ni sus patrocinadores gubernamentales estaban al tanto de su construcción. Visualizando una posible amenaza de nivel de extinción para la seguridad global en el horizonte, una predicción hecha realidad durante la Invasión Secreta. Stark había creado la matriz defensiva definitiva para el uso personal de Rhodey, un satélite sigiloso de propiedad privada creado a puerta cerrada que actuaría como última línea de defensa para la Tierra. Modelado según el mismo Stanetech su Iniciativa Armadura se deriva de James, podría enclavar sus componentes cyborg con el accesorio sigiloso para mantener sus reemplazos biónicos en funcionamiento y para alimentar a la biónica manteniéndolo con vida. A través del Satélite de máquina de guerra permanece conectado a la red, constantemente optimizando terabytes de datos en bruto en todo el mundo sin temor a la intrusión de fuerzas externas. También está conectado pero aislado del resto del sistema, según el mensaje grabado de Stark. Cuando se le ordena, este sputnik puede transformarse en una extensión convertible de la ametralladora de guerra de Rhodey, convirtiéndose en un chasis masivo del Modelo de Iron Man con el que sacar toda la flota de naves espaciales. Al ser una de las armaduras más poderosas que Stark haya creado, imita muchas de las funciones y sistemas de armas del modelo War Machine, pero se amplió enormemente. Cuenta con un cañón gigante montado en el hombro y una cápsula de misiles nucleares, una tecnología repulsora y no portátil y una pinza con la que agarrar y aplastar los vasos opuestos. También se jactó blindaje protector para defenderse contra el arsenal del buque de la clase del destructor.
Armadura V de Máquina de Guerra
- Primera aparición: Secret Avengers # 1 (mayo de 2010)

Utilizado durante los problemas de Vengadores secretos y apariciones en otras series cómicas, esta encarnación mejorada del Traje de batalla de Respuesta a amenazas variable tiene un diseño similar al de la versión cinematográfica de la armadura de la Máquina de Guerra con armamento similar a encarnaciones previas como un hombro retráctil, repulsor tecnología y lanzador de misiles hombro. La armadura fue destruida por un ataque nuclear en el primer arco de la serie Iron Man 2.0.
Armadura V de Máquina de Guerra de Iron Man 2.0
- Primera aparición: Iron Man 2.0 # 3 (abril de 2011)

Creado en la serie Iron Man 2.0 por Tony Stark, esta armadura War Machine es un rediseño completo después de la destrucción del modelo anterior. Diseñado por el artista de Iron Man 2.0 Barry Kitson, la armadura enfatiza el sigilo, el reconocimiento, la infiltración y la preparación para el combate. A diferencia de sus predecesores, es una armadura adelgazada sin armamento externo visible como miniguns de hombro o lanzadores de misiles. El esquema de color de la armadura es de bronce con detalles negros y tiene dos líneas en el área del ojo izquierdo del casco que brilla de acuerdo con el color del reactor repulsor. La armadura utiliza tecnología mejorada, como un modo de camaleón actualizado (anteriormente una característica de la armadura "Iron Centurion" de Iron Man) para invisibilidad óptica, proyección holográfica y propósitos de camuflaje. La armadura también posee tecnología Fantasma para atravesar objetos sólidos, la invisibilidad del escáner para ser indetectable para todos los sistemas de objetivos, y un modo de combate que puede desplegar armamento que normalmente está oculto y aumentar el tamaño y el volumen de la armadura. Pero la armadura tiene limitaciones como la tensión del reactor repulsor de la armadura, la desorientación del Modo Camaleón y la incapacidad de ser invisible e intangible al mismo tiempo debido a un problema de compatibilidad.
Armadura de Iron Patriot
- Primera aparición: Gambito (Vol. 3) # 13 (mayo de 2013)

Modelado según la armadura Iron Patriot de Norman Osborn, este traje es un prototipo de Rhodes. Además de las ametralladoras montadas en el hombro, la armadura posee armas de electrochoque tipo látigo que pueden incapacitar a los objetivos. La armadura también ha demostrado habilidades de camuflaje y sigilo similares a las del modelo Iron Man 2.0.

## Otras versiones

### Iron Man Noir
En el universo de Marvel Noir, James «Jimmy» Rhodes aparece como el asistente / amigo de Tony Stark en la miniserie Iron Man: Noir. En el último número, él usa y usa una armadura más pequeña y alineada, equipada con ametralladoras Gatling.

### Marvel 1602
En Marvel 1602: New World, hay un personaje llamado Rhodes, un moro que es el ingeniero de la armadura usada por el noble español Lord Iron. Rhodes acompañó a Lord Iron al Nuevo Mundo y asiste en la misión de Lord Iron de perseguir a David Banner, exasesor del rey Jaime I de Inglaterra y el hombre que torturó a Lord Iron cuando fue capturado por los británicos.

### Marvel Zombies
En Marvel Zombies: Dead Days, Máquina de Guerra se ve en el Helicarrier de S.H.I.E.L.D. como un héroe que inicialmente sobrevivió a la plaga zombi. Se lo ve luchando contra zombis, pero para prevenir la infección dentro de él, finalmente se retira al Helicarrier. Aunque no se lo ve mucho, su destino aún no está representado.

### Marvel Zombies Return
En Marvel Zombies Return, Zombie Giant Man encuentra una forma de entrar en universos paralelos e invade un universo que se asemeja al período en el que Tony Stark era un alcohólico. Giant Man infectó a Happy Hogan, Pepper Potts del universo paralelo y varias personas en Industrias Stark. James Rhodes del universo paralelo encuentra la armadura de Iron Man ubicada en un baño y se la pone para llegar a Stark. Después de que Stark se sacrifica para matar a tantos zombis como sea posible, Rhodes toma el nombre Iron Man y anuncia que ayudará a la policía a defenderse de los zombis.

### MC2
En el futuro alternativo MC2, Rhodes obtuvo poderes sobrehumanos después de exponerse a robots microscópicos experimentales. Mientras que Tony Stark tenía la intención de ponerlos a prueba, Rhodes no creía que Stark arriesgara innecesariamente su vida. Aunque ahora son bendecidos con una invulnerabilidad que aumenta exponencialmente y una impresionante variedad de ataques basados en la energía, los nanos corrompen lentamente la mente de Rhodes, finalmente destruyen su personalidad y lo dejan como poco más que un robot humanoide muy poderoso. Finalmente trabaja como guardaespaldas personal para Tony Stark, y aunque adopta un uniforme de superhéroe (que recuerda vagamente a Superman), aunque con un esquema de color diferente y sin insignias de cofres) ni él ni Stark se molestan en proponer un apodo para él. Spider-Girl se refiere a él como "Fred" por la mayoría de sus series, por la simple falta de cualquier otra cosa para llamarlo.

## Aparición en otros medios

### Televisión

#### Animación

##### 1990
- Máquina de Guerra aparece en la serie animada Iron Man de 1994, con la voz de James Avery (durante la mayor parte de la primera temporada) y Dorian Harewood (para el resto de la serie). Durante la primera temporada, Jim Rhodes es miembro de «Force Works» de Iron Man. Cuando el equipo se disuelve al final de la apertura de la segunda temporada «The Beast Within», Rhodes es uno de los dos personajes en permanecer con Iron Man. Mientras que el personaje apareció en armadura durante la mayor parte de la serie, lo evita en los cuatro episodios entre «Fire and Rain» y «Distant Boundaries» que aparecen solo como Rhodes. Este arco de personajes hizo que Rhodes lidiara con la claustrofobia que surgió de casi ahogarse en la armadura de la Máquina de Guerra.
- Máquina de Guerra apareció en la serie de los 90s de Spider-Man, junto con Iron Man, en los episodios, «Venom Regresa» y «Carnage», con la voz de James Avery.[92]
- Máquina de Guerra aparece en el episodio de The Incredible Hulk, «Helping Hand, Iron Fist», con la voz de Dorian Harewood.[93]

##### 2000
- Una encarnación adolescente de James «Rhodey» Rhodes aparece como uno de los personajes principales de la serie animada Iron Man: Armored Adventures, interpretada por el actor Daniel Bacon. Durante la primera temporada, Rhodes y su familia actúan como un hogar de acogida para Tony Stark después de la supuesta muerte de Howard Stark. También es el compañero de clase de Tony y su mejor amigo en la Academia del Mañana, una escuela secundaria con un uso intensivo de ciencias, y después de la primera aparición de Iron Man actúa como el ayudante de campeón táctico y la voz de la razón de Tony. En la final de la temporada «Tales of Suspense», Rhodey obtiene su armadura Máquina de Guerra.[94]
- Máquina de Guerra aparece en el episodio de The Super Hero Squad Show, «Tales of Suspense» con la voz del actor LeVar Burton.

##### 2010
- Máquina de Guerra aparece en la serie The Avengers: Earth's Mightiest Heroes, con la voz de Bumper Robinson.[95] Aparece por primera vez en el episodio «Iron Man is Born!», lleva la armadura en los episodios de la segunda temporada «Alone Against AIM»,[96] «New Avengers» y «Avengers Assemble».
- La armadura Máquina de Guerra hace apariciones en Avengers Assemble. En la primera temporada, episodio, «El Protocolo de los Vengadores: Parte 1», inicialmente fue seleccionado para ser usado por Sam Wilson antes de elegir usar la armadura Falcon en su lugar. La armadura de Máquina de Guerra vuelve a aparecer en los episodios de «Exódo» y «Los Vengadores Desunidos».
- La armadura aparece también en Hulk and the Agents of S.M.A.S.H., segunda temporada (2013), juntos con otras armaduras de Iron Man en el episodio 18.
- Máquina de Guerra aparece en la serie anime Marvel Disk Wars: The Avengers,[97] con la voz de Hidenori Takahashi.

#### Acción en vivo
- Don Cheadle repetirá el papel, que ya había interpretado anteriormente en las películas del UCM, en la serie de Disney+, Armor Wars.

### Cine

#### Animación
- James Rhodes aparece en la película animada de 2007 The Invincible Iron Man, con la voz de Rodney Saulsberry. En la película, Rhodes es un ingeniero y exmédico del ejército.
- Máquina de Guerra aparece en la película de anime Iron Man: Rise of Technovore, con la voz de James C. Mathis III en la versión en inglés y Hiroki Yasumoto en el original japonés.
- Máquina de Guerra aparece en la película de anime Avengers Confidential: Black Widow & Punisher.[98]

#### Acción en vivo
- En los primeros borradores de los guiones escritos por Alfred Gough, Miles Millar y David Hayter para New Line Cinema, Iron Man enfrentó a su padre Howard Stark, quien se convierte en War Machine en lugar de Rhodes.[99]
- James Rhodes es interpretado por Terrence Howard en Iron Man (2008), la primera película en Marvel Cinematic Universe.[100] Tiene el rango de teniente coronel en la Fuerza Aérea de los Estados Unidos y actúa como el principal enlace del ejército con la división de armas de Industrias Stark, y es inicialmente ajeno a las acciones de Obadiah Stane. El artista Phil Saunders había creado un arte conceptual para una escena sin usar de "salón de la armadura" que incluía la armadura Máquina de Guerra.[101][102] Tras una disputa contractual entre Howard y Marvel Studios, Don Cheadle fue lanzado para retratar a Máquina de Guerra, y Cheadle ha retratado al personaje por el resto de sus apariciones en UCM.[103][104]
- En Iron Man 2 (2010), Rhodes está bajo la presión del gobierno de los Estados Unidos para convencer a Tony Stark de que renuncie a la posesión de la armadura de Iron Man. Cuando Tony se embriaga a la vida civil, Rhodes se ve obligado a ponerse un traje de Iron Man para intervenir durante el enfrentamiento en el que Tony dice: "Quieres ser la Máquina de la Guerra, dispara".[105] La armadura prestada de Rhodes es posteriormente reconstruida por Justin Hammer con varias mejoras de armas en una base de la Fuerza Aérea, pero el misil 'exesposa' se muestra lamentablemente por debajo de los estándares, y la armadura de la Máquina de Guerra es tomada brevemente por control remoto y solía atacar a Iron Man antes de Pepper Potts y Black Widow rompe la conexión que lo controla. Una vez liberado, Rhodes lucha junto a Iron Man para derrotar a Ivan Vanko. El director Jon Favreau también usó el nombre "Máquina de Guerra" cuando se refirió al personaje en varias entrevistas.[106][107]
- En Iron Man 3 (2013), Rhodes es ascendido a coronel completo y su armadura está pintada de rojo, blanco y azul.[108] Según el director Shane Black, el esquema y el color patrióticos fueron elegidos por el gobierno de los EE. UU. En respuesta a los eventos de The Avengers.[109] Rhodes afirma que el gobierno de los EE. UU. Consideró que la "Máquina de Guerra" era demasiado militarista y que "Iron Patriot" se probó bien con los grupos focales. Eric Savin roba brevemente la armadura y la utiliza para secuestrar al presidente Ellis, pero Rhodes puede recuperar la armadura al concluir la película y salvar al presidente.
- En Avengers: Age of Ultron (2015), Rhodes una vez más opera la armadura de la Máquina de Guerra negra y plateada y se le conoce directamente como "Máquina de Guerra" por primera vez. Ayuda a los Vengadores en la batalla final contra Ultron y se une al equipo junto con Visión, Falcon y Bruja Escarlata.[110]
- En Capitán América: Civil War (2016),[111] cuando los Vengadores se presentan con los Acuerdos de Sokovia para el gobierno para regular sus acciones, Rhodes al lado con Stark y es uno de los héroes que firman los acuerdos.[112] Rhodes detiene al Capitán América, el Soldado del Invierno, Falcon y la Pantera Negra cuando este último combate a los tres primeros. Cuando el Capitán América y su facción intentan irse a Siberia para perseguir a Helmut Zemo, Máquina de Guerra se encuentra entre el equipo de Iron Man que se enfrenta y lucha contra ellos. Capitán América y el Soldado del Invierno escapan en un Quinjet, pero Iron Man, Máquina de Guerra y Falcon les siguen; Falcon evade una explosión de Visión, que en su lugar golpea a Máquina de Guerra e incapacita su traje, lo que lo hace caer en pleno vuelo. Iron Man y Falcon no pueden atraparlo y aterriza con fuerza en el suelo, fracturándose la columna vertebral y paralizándolo. Reciben apoyo biónico en sus piernas mientras se somete a terapia física, pero le asegura a Stark que no se arrepiente de su decisión de ponerse del lado de él.
- En Avengers: Infinity War (2018),[113] Rhodes ahora se enfrenta a Ross y los Acuerdos de Sokovia (debido a que ya se dio cuenta por el plan de Zemo) y se alía con el Capitán América una vez más para ayudar a los Vengadores a defender a Visión en Wakanda. Es uno de los pocos héroes que quedan vivos después de que Thanos borra la mitad del universo.
- En la mitad de los créditos de Capitana Marvel (2019),[114] junto a Bruce Banner, Black Widow y Steve Rogers están monitoreando un localizador, que Fury activó antes de su desintegración, y aparece Carol Danvers al preguntar que pasó con Fury, luego de los sucesos de Avengers: Infinity War.
- Cheadle repite su papel para Avengers: Endgame (2019). Rhodes y los otros Vengadores viajan en el tiempo para obtener las Gemas del Infinito para deshacer las acciones de Thanos. Él y Nebula viajan a Morag en 2014 para obtener la Gema de Poder antes de que Peter Quill la robe durante Guardianes de la Galaxia. Aunque lo consiguen con éxito, Rhodes se va antes de que Nebula sea secuestrada por Thanos y reemplazada por su yo más joven. Máquina de Guerra ayuda a los Vengadores en la batalla final contra Thanos y se queda con Stark cuando muere por usar las Gemas del Infinito. Más tarde se le ve asistir al funeral de Stark.[115]
- En la serie The Falcon and The Winter Soldier (2021), Rhodes asiste a una ceremonia en Washington D. C., en la que Wilson entrega el escudo de Rogers al gobierno de Estados Unidos y luego habla con Wilson.
- En la serie Invasión Secreta (2023), Rhodes asiste a la Casa Blanca con el presidente de los Estados Unidos, como una Skrull llamada Raava. Luego de ser descubierta y asesinada por Fury, el verdadero Rhodes, fue liberado por G'iah, estando todavía en esas condiciones (por los sucesos de Civil War).

### Videojuegos
- WarMachine aparece como personaje jugable en los videojuegos Marvel vs Capcom: Clash of Super Heroes, y en Marvel vs Capcom 2: New Age of Heroes (en este es un personaje desbloqueable).
- War Machine es un personaje no jugable en el juego en Iron Man.
- War machine también aparece en el juego de Iron Man 2 como personaje jugable.
- El traje de War Machine es desbloqueable en el juego de Iron Man 3.
- War Machine aparece en el videojuego Lego Marvel Super Heroes.
- Aparecía en el antiguo juego en línea de Facebook Marvel Avengers Aliance.
- War Machine aparece en el final de Hawkeye para Ultimate Marvel vs. Capcom 3 como miembro de los West Coast Avengers. La canción principal de Iron Man en el juego es un remix del tema de War Machine del primer juego de Marvel vs. Capcom.
- También es un personaje jugable en el juego en línea Marvel: Contest of Champions, siendo un personaje perteneciente a la clase "tecnológico", clase que comparte con Iron Man entre otros personajes.
- War Machine es un personaje jugable en Lego Marvel's Avengers, con la voz de Don Cheadle.